# 布雷西亞車站
布雷西亞車站（義大利語：Stazione di Brescia）是義大利伦巴第大区城市布雷西亞的一座鐵路車站，設立於1854年。布雷西亞火車站由工程師Benedetto Foix設計，這座客運大樓採用新古典主義風格建造，受新羅馬元素和中世紀風格防禦工事的影響。